# Ameryka Środkowa

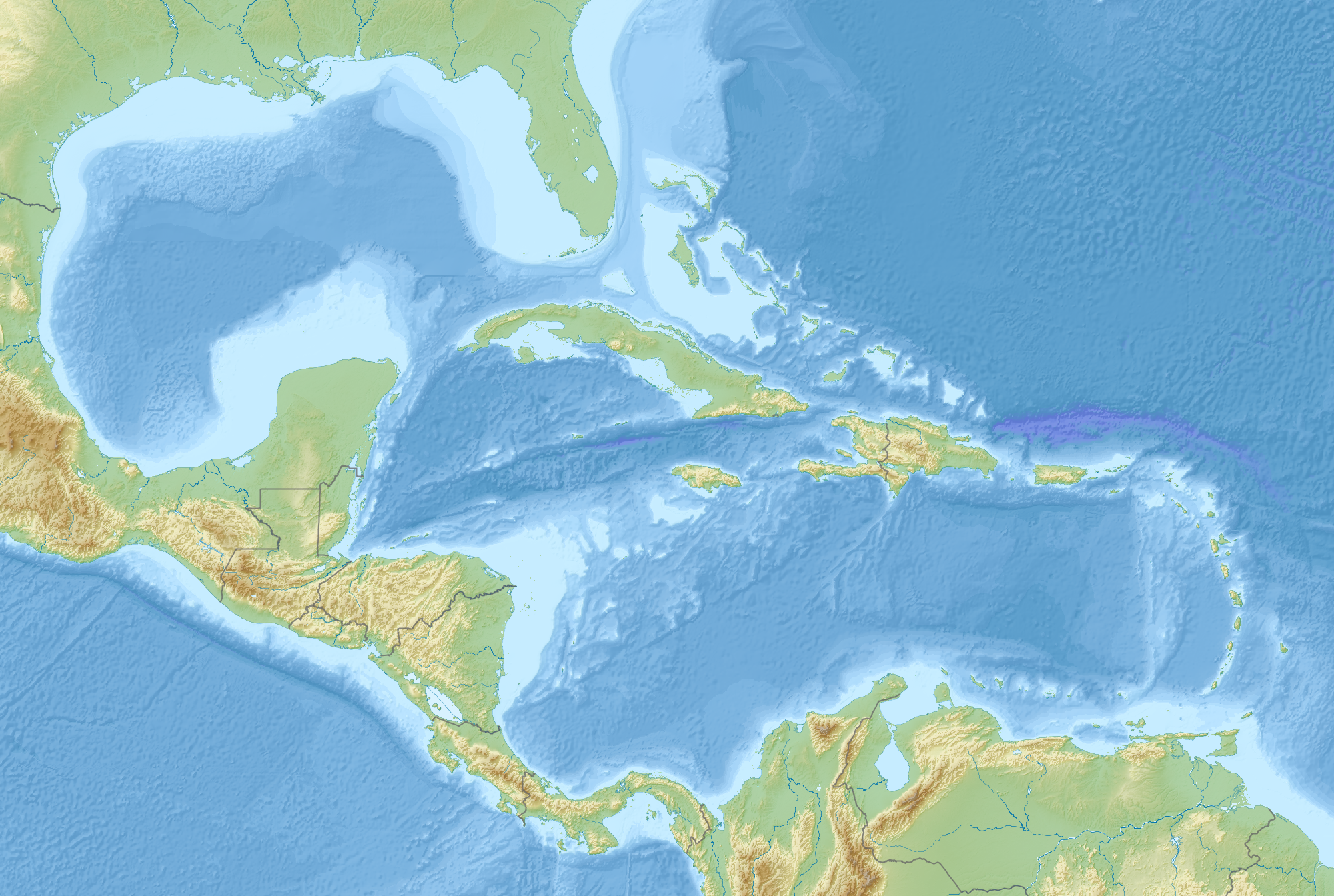
Ameryka Środkowa

Ameryka Środkowa – centralny region geograficzny Ameryki. Jest definiowany jako południowa część Ameryki Północnej, w której skład wchodzą dwie części: kontynentalna (Ameryka Centralna), rozciągająca się między przesmykiem Tehuantepec a Przesmykiem Panamskim, i wyspiarska (Antyle). Obszar liczy około 850 000 km² powierzchni i jest zamieszkany przez ponad 90 mln ludzi.

## Państwa Ameryki Środkowej
| Lp. | Państwo                                   | Stolica        |
| --- | ----------------------------------------- | -------------- |
| 1   | Antigua i Barbuda                         | Saint John’s   |
| 2   | Bahamy                                    | Nassau         |
| 3   | Barbados                                  | Bridgetown     |
| 4   | Belize                                    | Belmopan       |
| 5   | Dominika                                  | Roseau         |
| 6   | Dominikana                                | Santo Domingo  |
| 7   | Grenada                                   | Saint George’s |
| 8   | Gwatemala                                 | Gwatemala      |
| 9   | Haiti                                     | Port-au-Prince |
| 10  | Honduras                                  | Tegucigalpa    |
| 11  | Jamajka                                   | Kingston       |
| 12  | Kostaryka                                 | San José       |
| 13  | Kuba                                      | Hawana         |
| 14  | Meksyk (południowo-wschodnia część kraju) | Meksyk         |
| 15  | Nikaragua                                 | Managua        |
| 16  | Panama                                    | Panamá         |
| 17  | Portoryko                                 | San Juan       |
| 18  | Saint Kitts i Nevis                       | Basseterre     |
| 19  | Saint Lucia                               | Castries       |
| 20  | Saint Vincent i Grenadyny                 | Kingstown      |
| 21  | Salwador                                  | San Salvador   |

Dodatkowo w Ameryce Środkowej znajduje się kilkanaście terytoriów zależnych.